# Alessandro Cagliostro

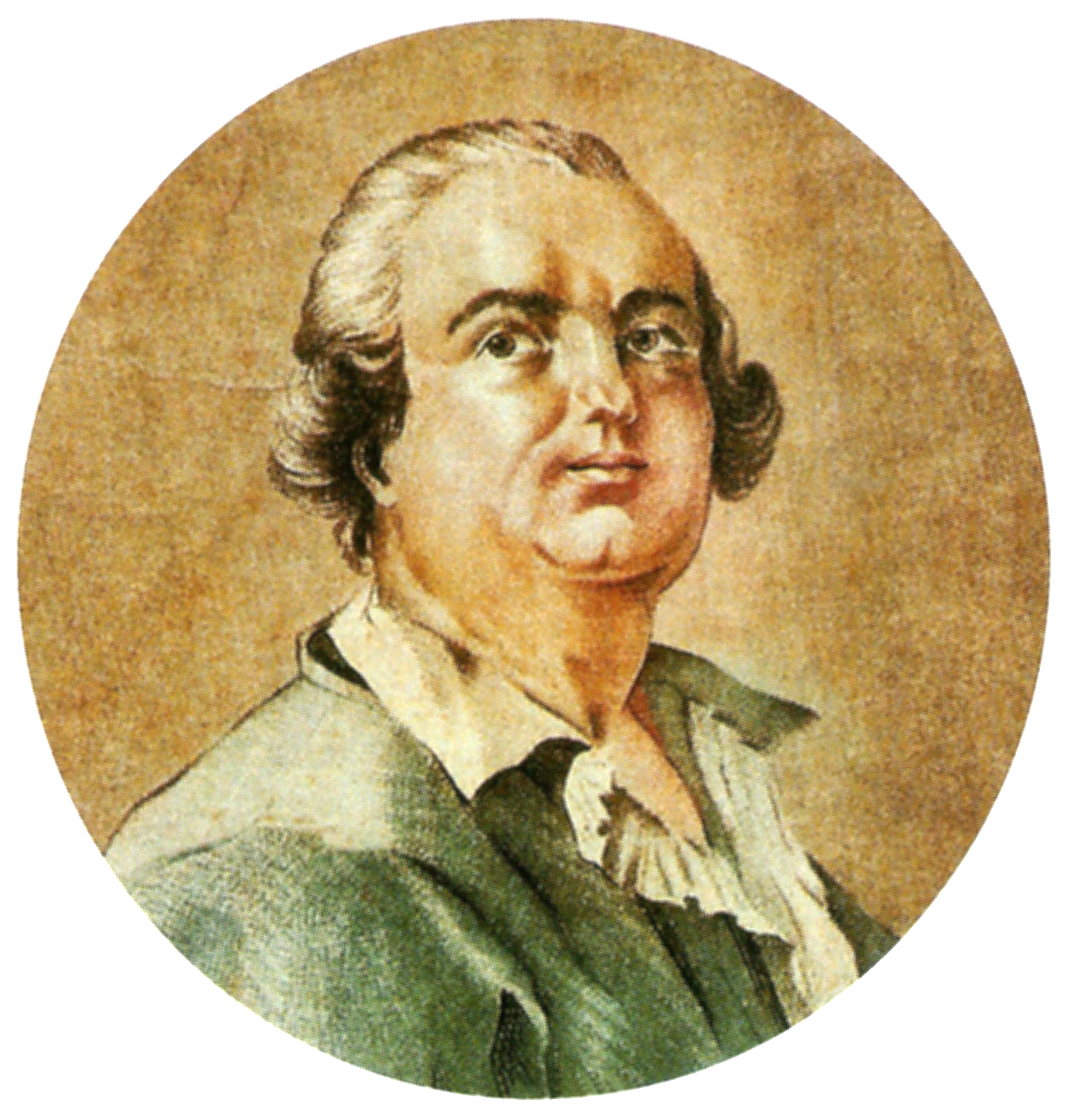
Giuseppe Balsamo,
der sich Graf von Cagliostro nannte

Alessandro Graf von Cagliostro (Pseudonym für Giuseppe Balsamo [dʒuˈzɛppe ˈbalsamo]; * 8. Juni 1743 in Palermo; † 26. August 1795 in San Leo in der Emilia-Romagna) war ein italienischer Okkultist, Alchemist und Abenteurer. Als begabtem Hochstapler, Quacksalber und Scharlatan gelang es ihm immer wieder, das Vertrauen einflussreicher Zeitgenossen zu erlangen und auszunutzen. Cagliostro gab sich geschäftstüchtig als Begründer einer ägyptischen Freimaurerei aus, die als Vorläufer des Memphis-Misraïm-Ritus gilt.

## Leben

### Jugend
Cagliostro wurde als Sohn eines sizilianischen Handwerkers und Bankrotteurs im Armenviertel Albergheria, Palermo, geboren, wo er auch aufwuchs.
In jungen Jahren trat er in den ortsansässigen Orden der Fatebenefratelli im Kloster Caltagirone ein, der sich der Krankenpflege widmete. Als Gehilfe des Klosterapothekers erwarb er erste pharmakologische Kenntnisse, die ihm später bei seinen „Wunderkuren“ nützlich waren. Er wurde aber wegen Fehlverhaltens ausgewiesen und von seinen Verwandten verstoßen.

### Reisen
Cagliostro wurde in den besten Kreisen der Gesellschaft empfangen und lebte, umgeben und bewundert von schönen Frauen, als erfolgreicher Schwindler und Hochstapler auf Kosten seiner Zeitgenossen. Als er schließlich mit den Behörden in Konflikt geriet, floh er aus Sizilien. Nach eigenen Angaben reiste er nach Griechenland, Ägypten, Arabien, Persien, Rhodos, wo er angeblich Unterricht in Alchemie und verwandten Wissenschaften bei dem Griechen Althotas nahm, und schließlich nach Malta. Dort stellte er sich beim Großmeister des Malteserordens als Graf Cagliostro vor. Von diesem, dessen Interessen auch in der Alchemie lagen, erhielt er Empfehlungen für die berühmten Häuser von Rom und Neapel, wohin er nun reiste. Er erweckte auch den Eindruck, Goldmacher zu sein.

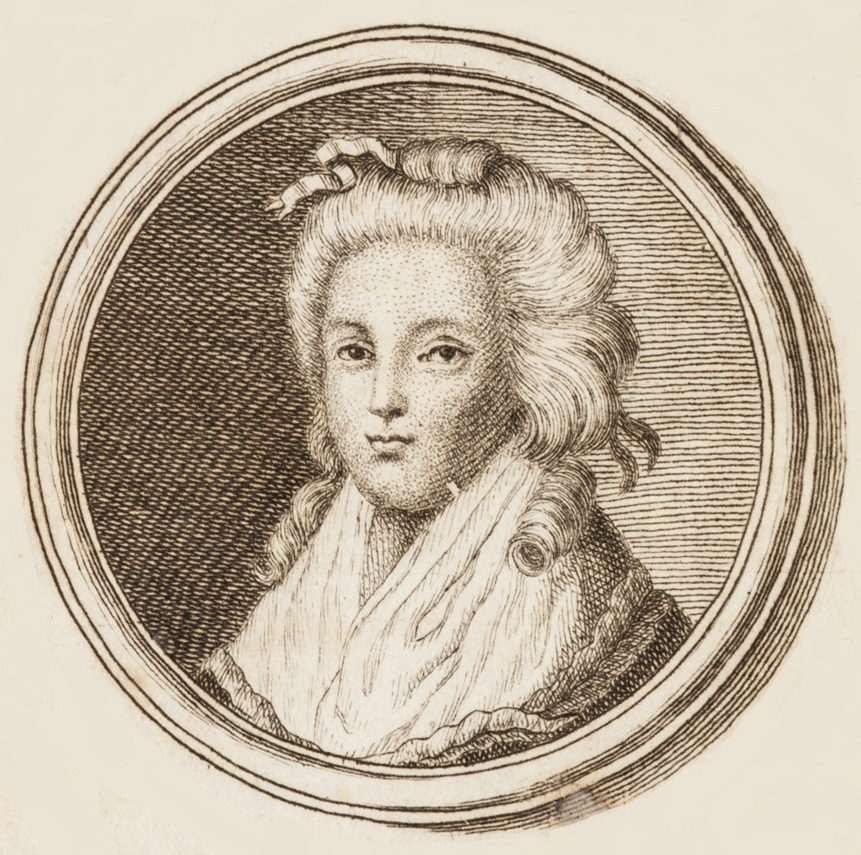
Lorenza Feliciani

In Rom heiratete Cagliostro die schöne, aber skrupellose Lorenza Feliciani, mit der er unter verschiedenen Namen in viele Gegenden Europas reiste. Er besuchte 1771 London und Paris und verkaufte Liebestränke, Jugendelixiere, Schönheitsmixturen, alchemistische Pulver usw. und erzielte hohe Profite aus seinem Handel. Nach weiteren Reisen auf dem Kontinent kehrte er nach London zurück.

### „Ägyptische Freimaurerei“

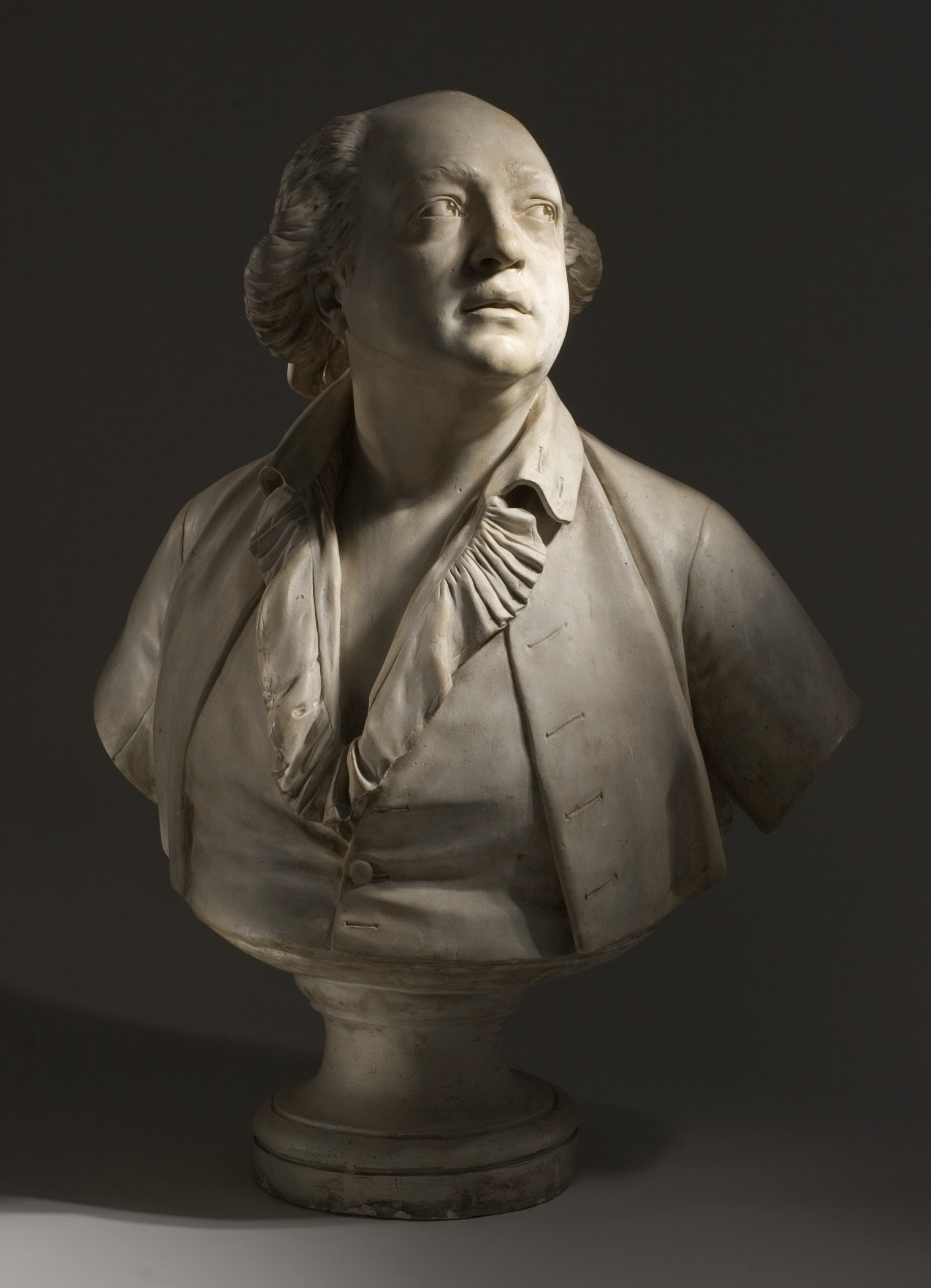
Büste von Giuseppe Balsamo von Jean-Antoine Houdon, 1786

Cagliostro wurde am 12. April 1777 in London Freimaurer in der französischsprachigen Loge L’Espérance. Später erfand er einen ägyptischen Ritus und begründete selbst neue Logen auf dessen Grundlage. Seine ägyptische Freimaurerei gehörte fortan zum System seiner Hochstapeleien. Dabei vertrat er entgegen der regulären Maurerei die Ansicht, dass Frauen gleichberechtigt in die Logen aufgenommen werden sollten. Die erste hauptsächlich für wohlhabende und adlige Damen bestimmte Loge wurde 1775 in Den Haag gestiftet. Großmeisterin wurde Cagliostros Frau Lorenza Feliciani. Männer wurden unabhängig von ihrer Religionszugehörigkeit nur zugelassen, wenn sie Freimaurer waren oder über ein entsprechendes Vermögen verfügten. Wegen Betrügereien mit Lotterielosen floh Cagliostro nach kurzer Zeit von Den Haag nach Brüssel. Später tauchte er als Graf Pellegrini in Venedig wieder auf. 1779 fand er im baltischen Mitau Zugang zum kurländischen Adel, wo es ihm gelang, der Damenwelt seine androgyne Maurerei anzudienen und Teile des kurländischen Adels in seine Adoptionslogen einzuführen, bis es Gräfin Elisabeth von der Recke gelang, sein Spiel zu durchschauen.
Petersburg
Auch in Sankt Petersburg versuchte er 1780, seine ägyptische Maurerei einzuführen und unter dem Schutz von Katharina II. sein System zu popularisieren. Dieses Vorhaben misslang jedoch, weil die Gräfin von der Recke die Zarin warnen konnte. Daraufhin gelang es, Cagliostro bei einer spiritistischen Séance in der Wohnung des Fürsten Gagarin als Scharlatan zu entlarven. Die Zarin nahm die Vorfälle zum Anlass, die drei Spottkomödien Der sibirische Zauberer, Der Betrüger und Die Verblendeten zu schreiben, in denen die Schwindeleien und Hochstapeleien Cagliostros auf die gesamte Freimaurerei übertragen wurden.
Warschau
In Warschau gab sich Cagliostro als Groß-Kophta des ägyptischen Ritus aus, wodurch es ihm gelang, in gutgläubigen Freimaurer-Logen Zugang zu finden. Die von Cagliostro erfundene, irreguläre ägyptische Hochgrad-Freimaurerei Memphis-Misraim wird noch heute in einigen Ländern praktiziert. In Warschau war Cagliostro zunächst erfolgreich und führte im Rahmen seines ägyptischen Rituals auch spiritistische Sitzungen mit minderjährigen Mädchen als Channelmedium durch, bis seine magischen und alchemistischen Operationen und Taschenspielereien 1780 auch dort entlarvt wurden und er Warschau fluchtartig verlassen musste.
Lehrer für Okkultismus in Straßburg
1781 betätigte sich Cagliostro in Straßburg als Lehrer für Okkultismus und erfolgreich als magischer Heilkünstler. Johann Caspar Lavater begab sich deshalb eigens von Zürich nach Straßburg, weil er prüfen wollte, ob seine Behandlungsmethode der Methode des Exorzisten Gaßner ähnele. In Straßburg, damals Hochburg der mystischen Maurerei, erlangte Cagliostro die Gunst des Kardinals und Erzbischofs Louis César Constantin de Rohan-Guéméné und Zutritt zum französischen Hof, wo er Franz Anton Mesmer ablöste. Cagliostro richtete eine ägyptische Loge ein, deren System später in Basel teilweise in den rektifizierten schottischen Ritus implementiert wurde. Zeitweise hielt sich Cagliostro selbst in Basel auf, wo er beim Seidenbandfabrikanten Jacob Sarasin logierte.
Lyon

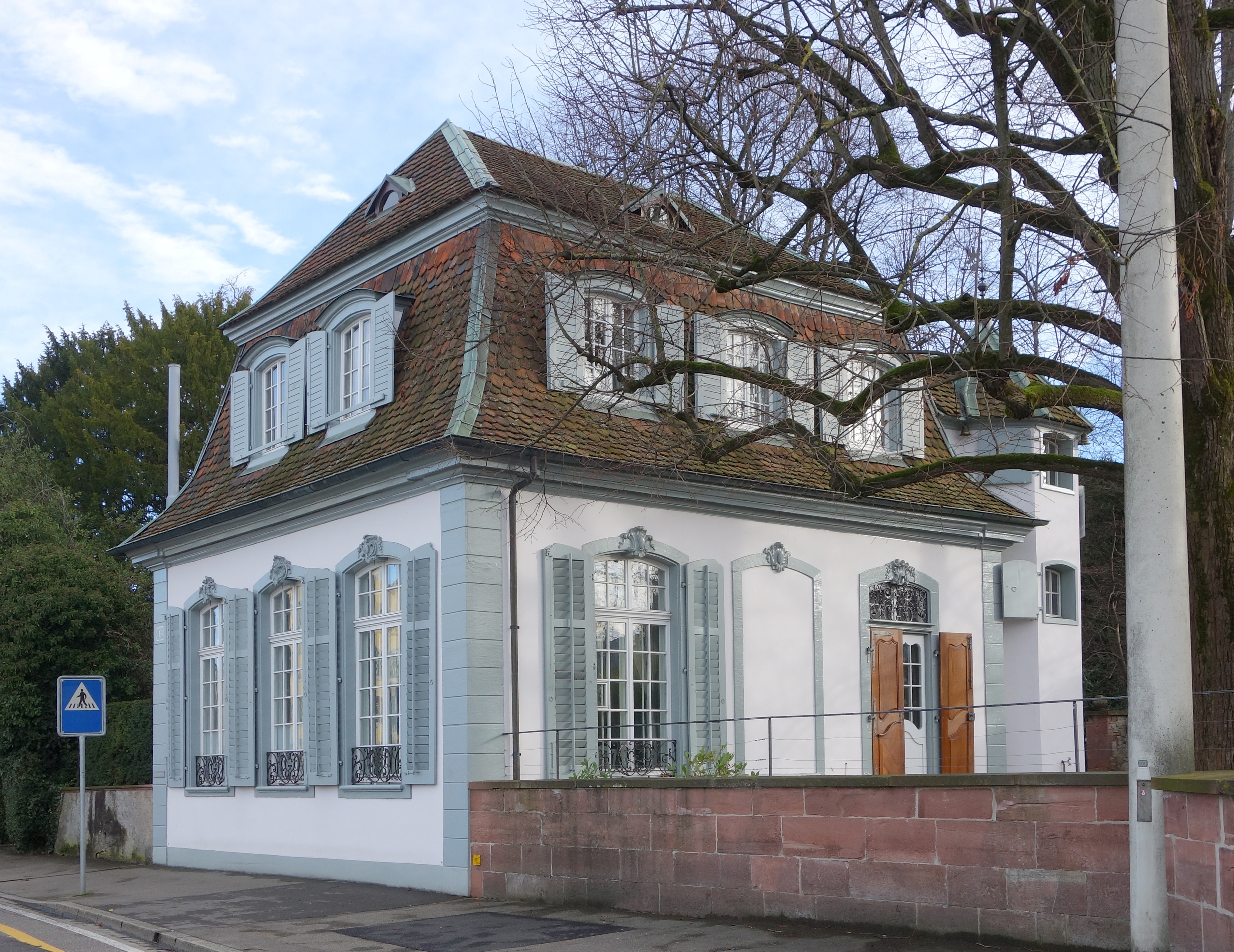
Der von Johann Jakob Bischoff-Merian mit Beratung von Cagliostro erbaute Cagliostro-Pavillon bzw. Glöcklihof in Riehen

Im Oktober 1784 gründete er in Lyon die Mutterloge seiner ägyptischen Maurerei namens La sagesse triomphante. 1785 wurde sein System in Paris bekannt und in der dort gestifteten Loge übernahm der Herzog Montmorency-Luxembourg die Rolle des Grand-Maitre-Protecteur. 1785 wurde Cagliostro zu einem Konvent der Philalethiten eingeladen, um sein System vorzustellen. Cagliostro knüpfte diesen Wunsch an die Bedingung, dass die Philalethiten zuvor alle ihre Archive verbrennen und seine „einzig allein wahre ägyptische Maurerei“ anerkennen müssten. Doch 1786 musste er wegen seiner Verwicklung in die Halsbandaffäre Frankreich verlassen.
Trient
Vom 22. Oktober 1788 bis zum 17. Mai 1789 hielt sich Balsamo, alias Cagliostro, in Trient auf, wo er sich dank seiner behaupteten Heilkunst eines großen Zulaufs erfreute. Zu den Gönnern gehörte auch der damalige Fürstbischof Peter Michael Vigil von Thun und Hohenstein von Trient. Ein Beweis dafür, dass der Fürst dem verführerischen Mann sehr gewogen war, ist der Pass, den er ihm für die Reise nach Rom ausstellen ließ.

### Verurteilung und Tod
Als Cagliostro nach der Halsbandaffäre versuchte, in Rom Fuß zu fassen, und dort eine neue ägyptische Loge stiftete, wurde er am 27. Dezember 1789 von der päpstlichen Polizei verhaftet. Um seinen Kopf zu retten, schloss er während seines Prozesses vor dem Gerichtshof ein verräterisches Geschäft mit den Organen der Römischen Inquisition, indem er ein propagandawirksames Geständnis ablegte: Er bezichtigte die Illuminaten (lies: Freimaurer), ihn irregeleitet zu haben. Angeblich hätten ihn die Illuminaten in einem Landhaus in Frankfurt am Main zu einem Illuminaten und ohne sein Wissen zu einem von zwölf Großmeistern der Illuminaten gemacht. Die freimaurerisch-illuminatischen Absichten seien primär gegen Frankreich gerichtet, wozu in europäischen Banken große Summen bereitgestellt worden seien. Cagliostro zufolge seien die Freimaurer die verborgenen Initiatoren der Französischen Revolution, und er, der sich als Illuminat ausgebende Cagliostro, der dem Illuminaten-Orden niemals angehörte, sei einer der Hintermänner. Sein reumütiger Schwindel, mit dem er die Angst der Kirche vor Freimaurern und radikalaufklärerischen und revolutionären Bestrebungen ausnutzte, rettete ihm seinen Kopf, und er wurde zwar wegen Häresie, Zauberei und Freimaurerei zum Tode verurteilt, aber das Urteil wurde 1791 in lebenslange Freiheitsstrafe umgewandelt.
Cagliostro wurde in der Engelsburg eingekerkert. Seine Ehefrau wurde in ein Kloster verbannt. Die Inquisition beschlagnahmte das esoterische, alchimistische Manuskript Die heiligste Trinosophie. Cagliostro starb 1795 im Gefängnis der Festung von San Leo bei San Marino nach zwei Schlaganfällen, die er kurz nacheinander erlitt. Er wurde in San Leo beerdigt.

### Literatur

Giuseppe Balsamo, Kupferstich aus Alexandre Dumas: Memoiren eines Arztes

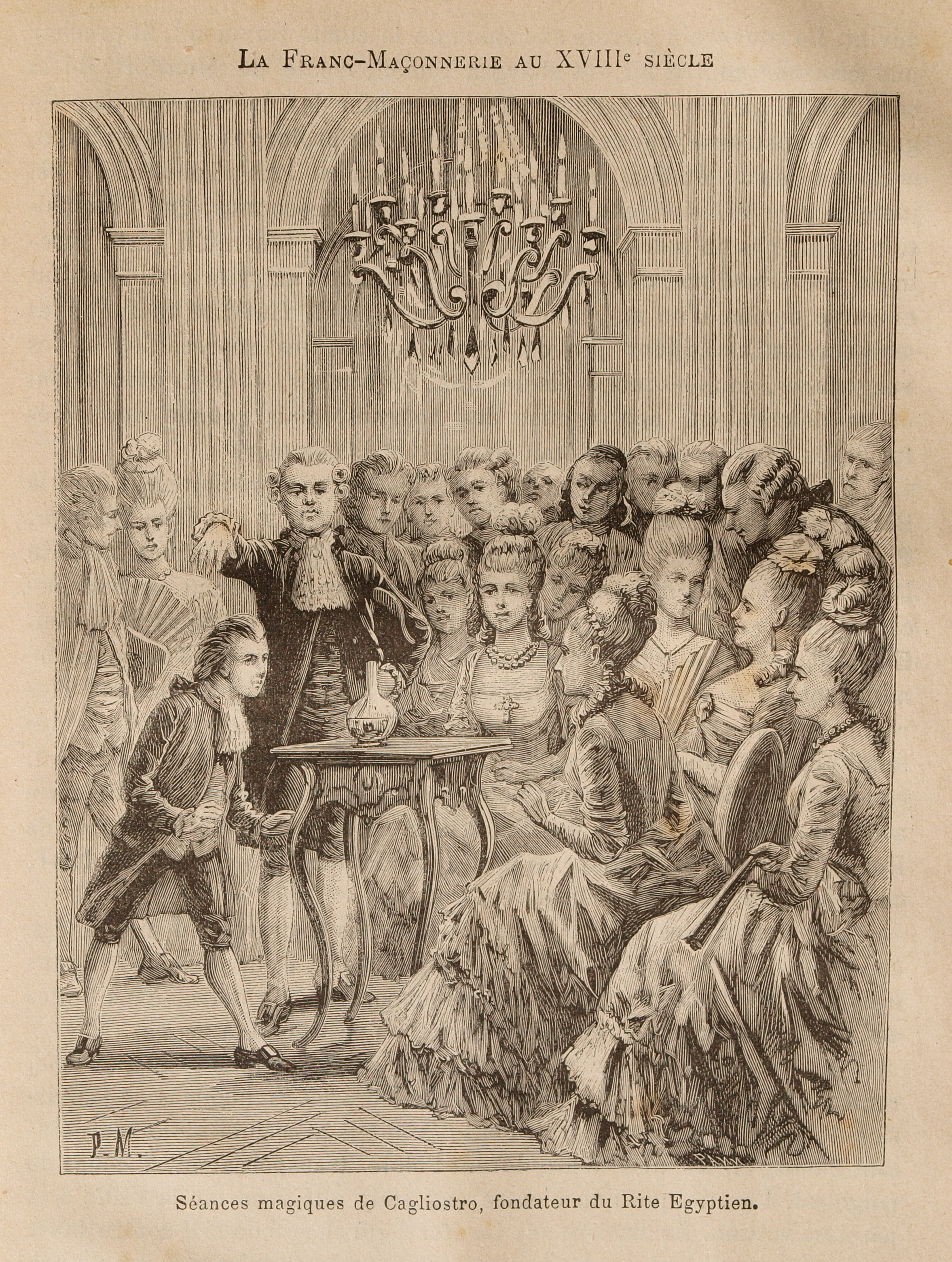
Cagliostro, Zeichnung von Pierre Méjanel

## Rezeption

### Film
1920 entstand das österreichisch-deutsche Stummfilm-Historiendrama Der Graf von Cagliostro. Regie führte Reinhold Schünzel, der auch den Titelhelden spielte.
1943 Münchhausen (Jubiläumsfilm der UFA mit Hans Albers in der Titelrolle); hier erscheint Graf Cagliostro in einer Nebenrolle, gespielt von Ferdinand Marian.
Im 1949 erschienenen Film Graf Cagliostro (Black Magic) von Gregory Ratoff und Orson Welles ist Cagliostro die Hauptfigur einer Geschichte, welche die Halsbandaffäre als Thema hat.
1973 wurde im Rahmen der Abenteuervierteiler im ZDF auch die Geschichte um Cagliostro in drei Teilen verfilmt, mit Jean Marais in der Hauptrolle. Diesem Film liegt der Roman Joseph Balsamo von Alexandre Dumas zugrunde.
Es liegen seit 1929 (Cagliostro – Liebe und Leben eines großen Abenteurers, Regie: Richard Oswald) auch weitere Verfilmungen vor, in denen Cagliostro als Person vorkommt, zumeist jedoch als undurchsichtiger Scharlatan in einer Nebenrolle. So lässt Hayao Miyazaki in den 1970ern den Antihelden Lupin III. in Das Schloss des Cagliostro auf einen moderneren Grafen Cagliostro treffen. In Arsène Lupin (2004) trifft der Meisterdieb auf Cagliostros magische Witwe. Das US-amerikanische Filmdrama aus dem Jahr 2001, Das Halsband der Königin, dreht sich um die Halsbandaffäre, einen Betrugsskandal am französischen Hof in den Jahren 1785/1786 mit Christopher Walken als Cagliostro.

### Musik
Johann Strauss (Sohn) schrieb die Operette Cagliostro in Wien, die 1875 uraufgeführt wurde. Der Cagliostro-Walzer (op. 370) von Strauß stammt auch aus diesem Werk.
Anlässlich des 200. Geburtstag von Johann Strauss schreibt Thomas Brezina, auf Basis von der Operette Cagliostro in Wien, im Auftrag des Johann Strauss Festjahrs 2025 Wien eine Zirkus-Operette unter dem Titel Cagliostro – Johann Strauss im Zirkuszelt nach der Musik von Johann Strauss verpoppt von Johnny Bertl.

### Musical
Die mögliche Verwicklung des Grafen Cagliostro in die Halsbandaffäre fand Eingang in das Musical Marie Antoinette von Michael Kunze und Sylvester Levay. In diesem 2006 in Japan uraufgeführten und 2009 am Musical Theater Bremen gespielten Werk übernimmt er des Weiteren die Rolle eines Conférenciers.